# 福尔克蒙
福尔克蒙（法語：Faulquemont，法語發音：[folkəmɔ̃]），法国东北部城市，大东部大区摩泽尔省的一个市镇，隶属于福尔巴克-布莱摩泽尔区，其市镇面积为18.79平方公里，2022年1月1日时人口数量为5,154人，在法国城市中排名第2,096位。
福尔克蒙位于摩泽尔省中部，距离省会梅斯大约35公里，20世纪中期因煤炭开采而聚集了大量人口，现为一个区域性的中心城市。

## 地名来源
根据法国地名学家埃内斯特·内格尔的观点，“福尔克”一名人名“Falco”或“Falcon”，后者生平尚有待考证。
福尔克蒙所处区域历史上曾通用洛林法兰克语，其对应的地名拼写形式为“Folkenburch”。

## 历史

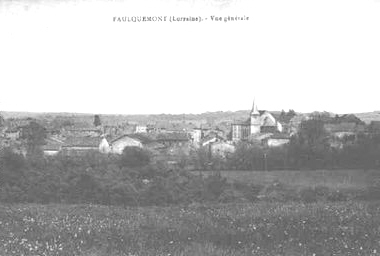
20世纪初的福尔克蒙

根据当地官方网站的论述，福尔克蒙的早期建城时间已不可考，当地的一处考古发掘证明福尔克蒙地区在高卢-罗马时期就已出现人类活动。中世纪时，福尔克蒙长期为洛林地区的一处普通村落。17世纪中期，洛林公爵查理四世率军在此抗击法兰西军队，当地的防御城塞于1622年建成。1634年，在黎塞留的要求下，福尔克蒙城塞被拆毁。18世纪时，福尔克蒙被舒瓦瑟尔家族统治，其伯爵在此修建了一处教堂。法国大革命后，福尔克蒙成为摩泽尔省的一个市镇。19世纪中期，途径福尔克蒙的雷米伊－斯蒂兰旺代勒铁路建成运行。1855年，当地建成了一处手工烟草作坊。1871年，根据《法兰克福条约》，福尔克蒙所在的阿尔萨斯-洛林地区被普鲁士军队占领，直至一战结束后才重返法兰西。其间，福尔克蒙的官方名称曾被改为德语。第二次世界大战期间，福尔克蒙被纳粹德军占领，其官方名称再度被改为德语名。二战后，福尔克蒙附近的煤炭资源得到大规模开采，福尔克蒙人口数量快速增加，形成了大规模的矿工社区。20世纪70年代，受到世界能源危机影响，洛林矿区的矿井大规模关闭，福尔克蒙境内最后一处煤矿于1975年关闭。1973年，谢梅里莱福尔克蒙整体并入福尔克蒙。

## 地理

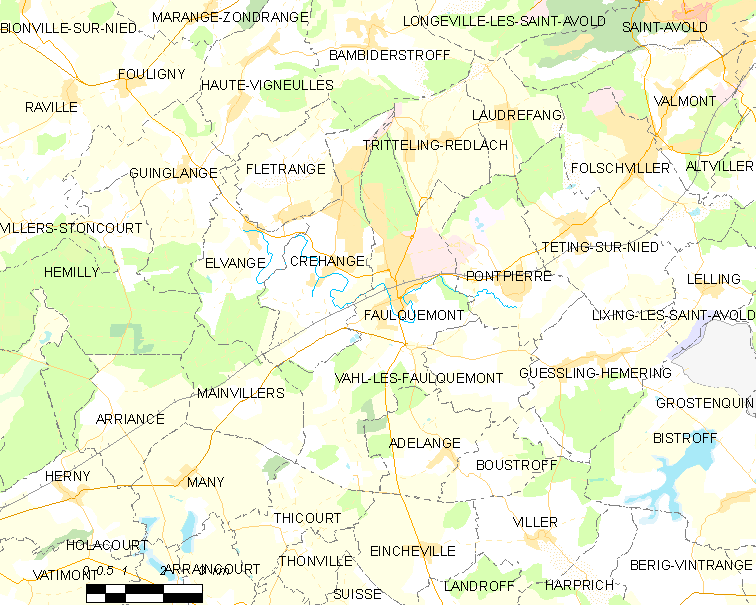
福尔克蒙市镇范围地图

福尔克蒙位于法国东北部，大东部大区东北部和摩泽尔省中部，距离省会梅斯大约35公里。与福尔克蒙接壤的市镇包括：阿德朗日、克雷昂日、安什维尔、曼维莱尔、蓬皮埃尔、蒂库尔、特里特兰-雷德拉克、瓦勒莱福尔克蒙。

### 地形
福尔克蒙位于洛林高原腹地，境内以浅丘地貌为主，市镇中心地势自南向北略有抬升，全境海拔在241到401米之间。

### 水文
福尔克蒙位于摩泽尔河流域，德国尼德河自东向西流经境内，其左岸支流魏尔格拉本河（Weihergraben）和拜伦巴赫河（Baerenbach）在此与其交汇。

### 植被
福尔克蒙属于温带阔叶混交林区，林地主要分布于河流附近。
在鲜花城市的评比中，福尔克蒙被评为2星级鲜花城市。

### 气候
福尔克蒙在柯本气候分类法中属于带有大陆性特征的温带海洋性气候。
距离福尔克蒙最近的常年气象站位于库尔塞勒绍西境内，以下为该气象站的数据（其中日照数据取自梅斯）：
| 库尔塞勒绍西/梅斯 1981年－2019年 | 库尔塞勒绍西/梅斯 1981年－2019年 | 库尔塞勒绍西/梅斯 1981年－2019年 | 库尔塞勒绍西/梅斯 1981年－2019年 | 库尔塞勒绍西/梅斯 1981年－2019年 | 库尔塞勒绍西/梅斯 1981年－2019年 | 库尔塞勒绍西/梅斯 1981年－2019年 | 库尔塞勒绍西/梅斯 1981年－2019年 | 库尔塞勒绍西/梅斯 1981年－2019年 | 库尔塞勒绍西/梅斯 1981年－2019年 | 库尔塞勒绍西/梅斯 1981年－2019年 | 库尔塞勒绍西/梅斯 1981年－2019年 | 库尔塞勒绍西/梅斯 1981年－2019年 | 库尔塞勒绍西/梅斯 1981年－2019年 |
| 月份                             | 1月                              | 2月                              | 3月                              | 4月                              | 5月                              | 6月                              | 7月                              | 8月                              | 9月                              | 10月                             | 11月                             | 12月                             | 全年                             |
| -------------------------------- | -------------------------------- | -------------------------------- | -------------------------------- | -------------------------------- | -------------------------------- | -------------------------------- | -------------------------------- | -------------------------------- | -------------------------------- | -------------------------------- | -------------------------------- | -------------------------------- | -------------------------------- |
| 历史最高温 °C（°F）              | 16.5 (61.7)                      | 19.1 (66.4)                      | 23.5 (74.3)                      | 29 (84)                          | 32.5 (90.5)                      | 34.7 (94.5)                      | 36.7 (98.1)                      | 39.9 (103.8)                     | 33 (91)                          | 27.2 (81.0)                      | 19.5 (67.1)                      | 17.4 (63.3)                      | 39.9 (103.8)                     |
| 平均高温 °C（°F）                | 4.5 (40.1)                       | 6.1 (43.0)                       | 10.5 (50.9)                      | 14.3 (57.7)                      | 19 (66)                          | 22.1 (71.8)                      | 24.6 (76.3)                      | 24.4 (75.9)                      | 20 (68)                          | 14.7 (58.5)                      | 8.5 (47.3)                       | 5.4 (41.7)                       | 14.5 (58.1)                      |
| 日均气温 °C（°F）                | 1.8 (35.2)                       | 2.5 (36.5)                       | 6 (43)                           | 8.9 (48.0)                       | 13.3 (55.9)                      | 16.3 (61.3)                      | 18.5 (65.3)                      | 18.3 (64.9)                      | 14.6 (58.3)                      | 10.6 (51.1)                      | 5.4 (41.7)                       | 2.8 (37.0)                       | 9.9 (49.8)                       |
| 平均低温 °C（°F）                | −0.9 (30.4)                      | −1.1 (30.0)                      | 1.5 (34.7)                       | 3.5 (38.3)                       | 7.6 (45.7)                       | 10.5 (50.9)                      | 12.5 (54.5)                      | 12.2 (54.0)                      | 9.3 (48.7)                       | 6.4 (43.5)                       | 2.3 (36.1)                       | 0.3 (32.5)                       | 5.3 (41.5)                       |
| 历史最低温 °C（°F）              | −20.9 (−5.6)                     | −17.9 (−0.2)                     | −17.5 (0.5)                      | −8.4 (16.9)                      | −4.2 (24.4)                      | −0.2 (31.6)                      | 2.6 (36.7)                       | 2.5 (36.5)                       | −1.5 (29.3)                      | −7.1 (19.2)                      | −15 (5)                          | −19.4 (−2.9)                     | −20.9 (−5.6)                     |
| 平均降水量 mm（）                | 62 (2.4)                         | 55 (2.2)                         | 64.5 (2.54)                      | 53.9 (2.12)                      | 62.1 (2.44)                      | 64 (2.5)                         | 66.5 (2.62)                      | 60.5 (2.38)                      | 66.9 (2.63)                      | 77.5 (3.05)                      | 66.2 (2.61)                      | 76.7 (3.02)                      | 775.8 (30.54)                    |
| 月均日照時數                     | 46.1                             | 73.3                             | 119.8                            | 169.8                            | 173.3                            | 211.7                            | 200.1                            | 186.9                            | 149                              | 104.6                            | 46.5                             | 39.4                             | 1,520.5                          |
| 来源：infoclimat.fr              |                                  |                                  |                                  |                                  |                                  |                                  |                                  |                                  |                                  |                                  |                                  |                                  |                                  |

## 行政区划
福尔克蒙的市镇编号为57209，邮政编号为57380。
在行政管理方面，福尔克蒙隶属于法国大东部大区摩泽尔省福尔巴克-布莱摩泽尔区；在地方选举方面，福尔克蒙是福尔克蒙县的中央投票站所在地，其市镇范围全境被划入摩泽尔省第七选区；在社会管理方面，福尔克蒙是福尔克蒙城市地区市镇公共社区的办公驻地。
法国国家统计与经济研究所（简称）在进行数据统计时，将福尔克蒙及相邻的另外三个市镇设为福尔克蒙城市核心区，但未将福尔克蒙划入任何城市区（Aire urbaine）。自2020年起，福尔克蒙被划入包含7个市镇的福尔克蒙城市辐射区内。此外，还将福尔克蒙市镇分为了2个“块区”（IRIS），以便于统计人口分布情况。

## 交通

### 公路
多条摩泽尔省省道在福尔克蒙境内交汇。大东部大区下属的城际客运提供巴士线路，可前往梅斯、圣阿沃尔德等地。
| 38 巴黎蒂永维尔 | 17 |

| 梅斯 | 35 |

| 福尔巴克 | 34 |

| 圣阿沃尔德 | 14 |

| 克勒茨瓦尔德 | 25 |

| 蓬塔穆松 | 47 |

| 尼德河畔昂 | 15 |

2018年，77.4%的福尔克蒙家庭拥有至少一辆私人汽车。2018年，福尔克蒙境内共发生各类交通事故1起，造成3人受伤。

### 铁路

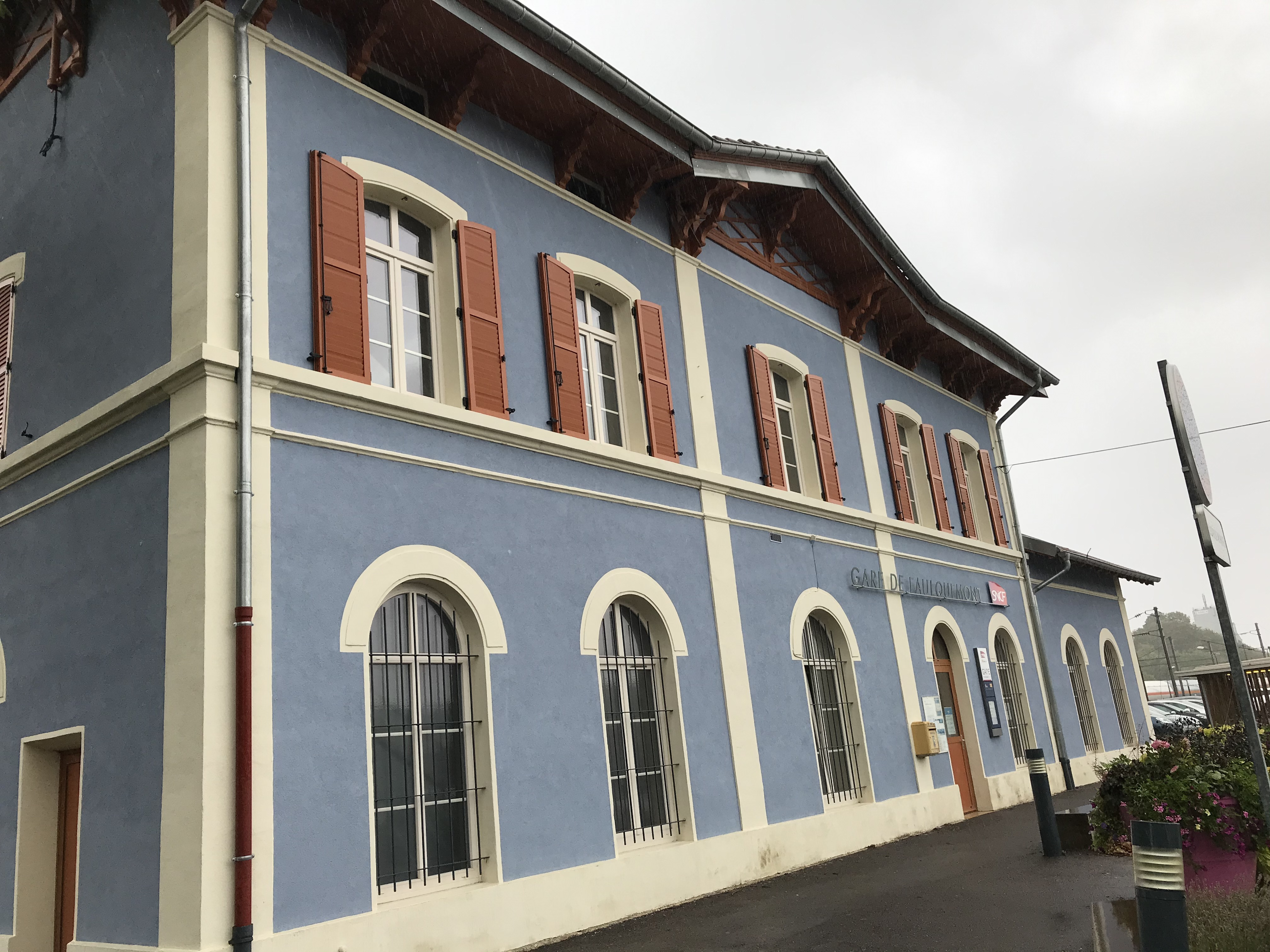
福尔克蒙火车站

福尔克蒙位于雷米伊－斯蒂兰旺代勒铁路上。福尔克蒙站位于市区东南部，停靠往返于梅斯和福尔巴克一线的区域列车。

### 航空
距离福尔克蒙最近的民用航空站为梅斯-南锡机场，距离福尔克蒙市中心的公路里程约34公里。

### 城市公共交通
截至2022年1月，福尔克蒙暂无城市公共交通系统。

## 政治

### 市政内阁

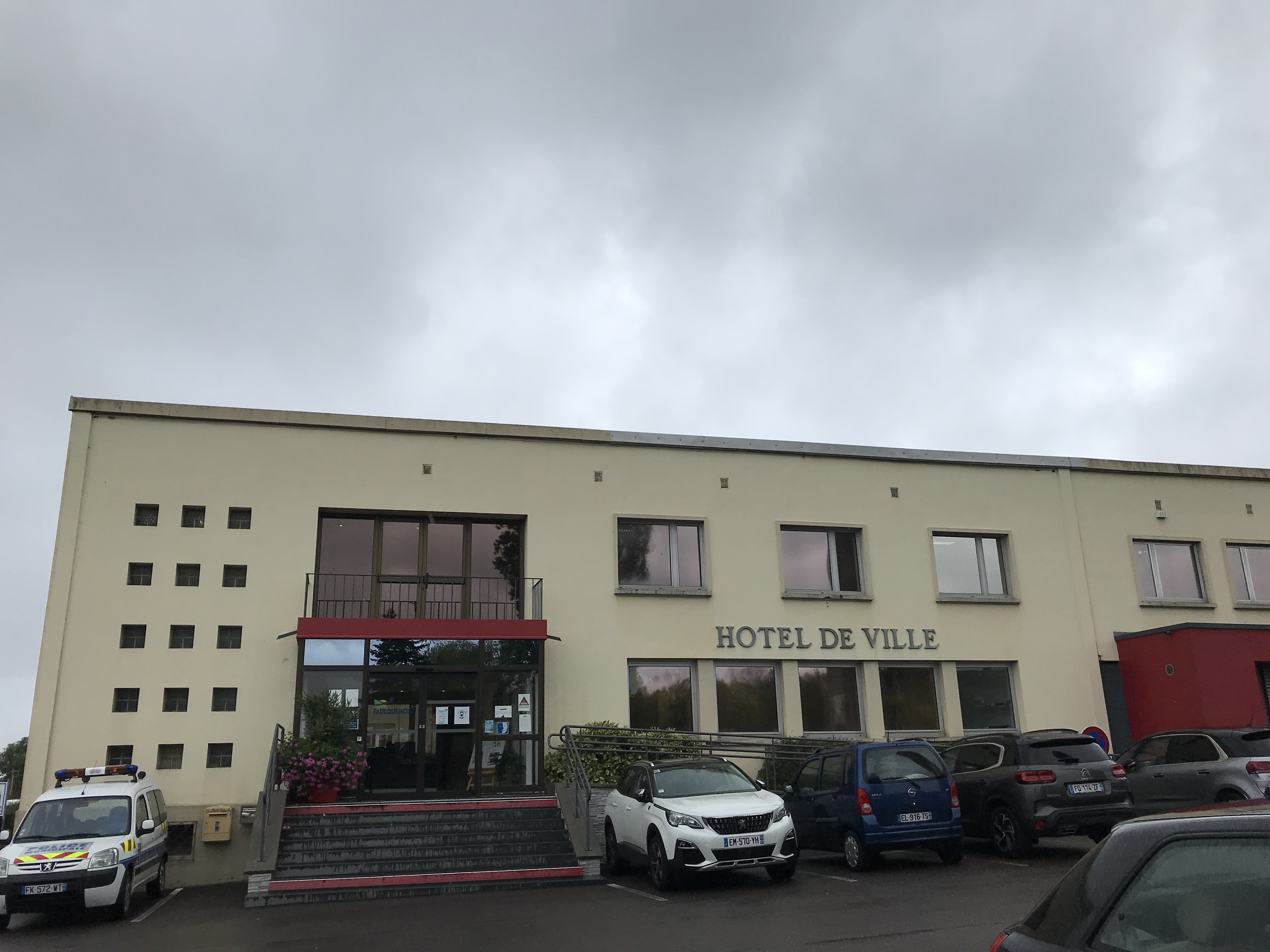
福尔克蒙市政厅

福尔克蒙的现任市长为布吕诺·比安金先生（Bruno Bianchin），他是一名右翼无党派人士，在2020年的市政选举中获得了71.42%的支持率。
| 福尔克蒙历届市长           | 福尔克蒙历届市长               | 福尔克蒙历届市长  |
| 任期                       | 市长                           | 党派              |
| -------------------------- | ------------------------------ | ----------------- |
| （1947年以前数据暂缺）     |                                |                   |
| 1947年－1953年             | Robert Nagel 罗贝尔·纳格尔     | 不详              |
| （1953至1971年间数据暂缺） |                                |                   |
| 1971年－1995年             | Joseph Bastian 约瑟夫·巴斯蒂安 | PS社会党          |
| 1995年－2008年             | Claude Steitz 克劳德·施泰茨    | DVD右翼无党派人士 |
| 2008年－                   | Bruno Bianchin 布吕诺·比安金   | DVD右翼无党派人士 |

### 各级选举
| 福尔克蒙历届投票选举结果 | 福尔克蒙历届投票选举结果 | 福尔克蒙历届投票选举结果 | 福尔克蒙历届投票选举结果 | 福尔克蒙历届投票选举结果    | 福尔克蒙历届投票选举结果 | 福尔克蒙历届投票选举结果 | 福尔克蒙历届投票选举结果            | 福尔克蒙历届投票选举结果 | 福尔克蒙历届投票选举结果 |
| 选举项目                 | 选举范围                 | 选区单位                 | 选举结果                 | 选举结果                    | 选举结果                 | 选举结果                 | 选举结果                            | 选举结果                 | 参考资料                 |
| 选举项目                 | 选举范围                 | 选区单位                 | 第一轮胜出者             | 第一轮胜出者                | 支持率                   | 第二轮胜出者             | 第二轮胜出者                        | 支持率                   | 参考资料                 |
| ------------------------ | ------------------------ | ------------------------ | ------------------------ | --------------------------- | ------------------------ | ------------------------ | ----------------------------------- | ------------------------ | ------------------------ |
| 2017年法國總統選舉       | 法國                     | 市镇                     |                          | 玛丽娜·勒庞                 | 32.67%                   |                          | 埃马纽埃尔·马克龙                   | 50.97%                   | [ 19 ]                   |
| 2017年法国立法选举       | 摩泽尔省第七选区         | 市镇                     |                          | 埃莱娜·扎尼耶               | 28.54%                   |                          | 埃莱娜·扎尼耶                       | 57.28%                   | [ 19 ]                   |
| 2019年欧洲议会选举       | 法國                     | 市镇                     |                          | Prenez le Pouvoir           | 38.68%                   | （不适用）               | （不适用）                          | （不适用）               | [ 19 ]                   |
| 2021年法国省级选举       | 摩泽尔省                 | 县                       |                          | 奥利维耶·博沙 马加莉·沙特兰 | 38.17%                   |                          | 玛丽·伊丽莎白·贝克尔 让-吕克·萨卡尼 | 60.09%                   | [ 20 ]                   |
| 2021年法国省级选举       | 摩泽尔省                 | 市镇                     |                          | 奥利维耶·博沙 马加莉·沙特兰 | 33.11%                   |                          | 玛丽·伊丽莎白·贝克尔 让-吕克·萨卡尼 | 52.22%                   | [ 20 ]                   |
| 2021年法国大区选举       | 大東部大區               | 市镇                     |                          | 洛朗·雅各贝利               | 33.86%                   |                          | 洛朗·雅各贝利                       | 41.5%                    | [ 21 ]                   |

## 人口
2018年，福尔克蒙市镇人口数量为5,230，在法国排名第2,096位。其中男性2,483人，女性2,747人，75岁及以上人口占9.6%，外籍人口数量为1,036人，人口密度为278人/平方公里，当地居民被称为（男性）或（女性）。2019年，福尔克蒙境内出生41人，死亡人口62人。
| 年份   | 1936  | 1946  | 1954  | 1962  | 1968  | 1975  | 1982  | 1990  | 1999  | 2004  | 2006  | 2009  | 2014  | 2019  |
| ------ | ----- | ----- | ----- | ----- | ----- | ----- | ----- | ----- | ----- | ----- | ----- | ----- | ----- | ----- |
| 人口數 | 1,165 | 1,191 | 3,152 | 5,115 | 5,451 | 5,533 | 5,873 | 5,432 | 5,478 | 5,533 | 5,497 | 5,511 | 5,418 | 5,154 |

## 经济
福尔克蒙是一个区域性的中心城市。截止2022年1月，福尔克蒙市镇范围内共有各类用人单位（包含自雇）668家，平均历史为17年，其中97.82%为中小型企业（PME）。（暖通设备）、（非电器家用产品）及（压缩器械生产）是当地2020年营业额最高的三个企业，分别为199,723,140欧元、126,327,487欧元和42,716,549欧元。

## 财政与居民收入
2020年，福尔克蒙的财政收入总额为4,125,000欧元，财政支出总额为3,888,790欧元，当年的债务总额为3,521,090欧元。2021年，福尔克蒙共获得828,953欧元的国家财政补助，比上一年减少了1.3%。
2019年，福尔克蒙的人均月收入总额为2,013欧元，其中高级职员为3,616欧元，低于法国平均水平（4,230欧元）；中级职员为2,360欧元，低于法国平均水平（2,411欧元）；普通职员为1,672欧元，亦低于法国平均水平（1,740欧元）。
2018年，福尔克蒙境内的青壮年（15至64岁）失业率为15%，当地42.8%的家庭拥有纳税资格，平均纳税2,067欧元，低于法国平均水平（3,910欧元）。

## 社会事务

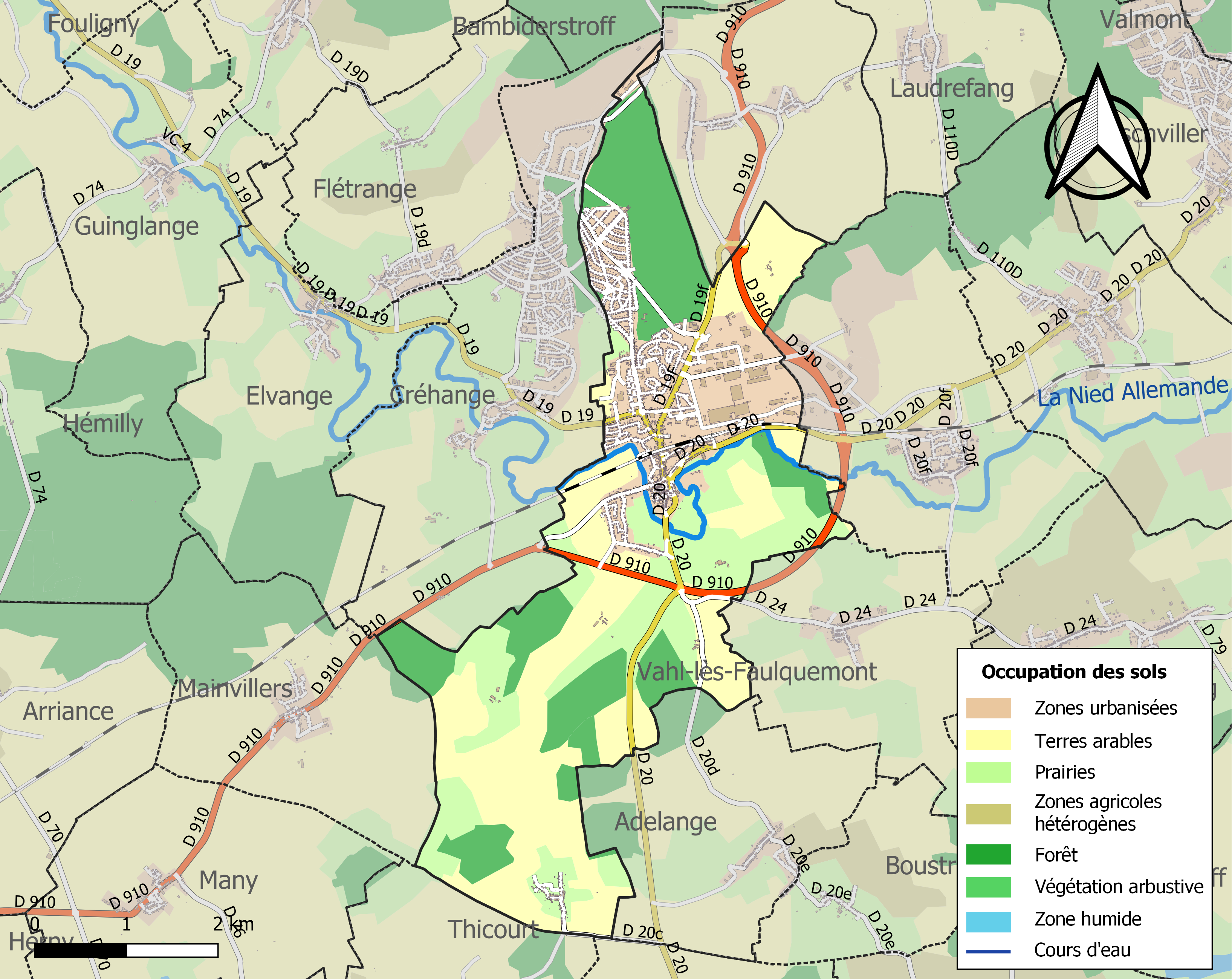
福尔克蒙土地利用情况地图

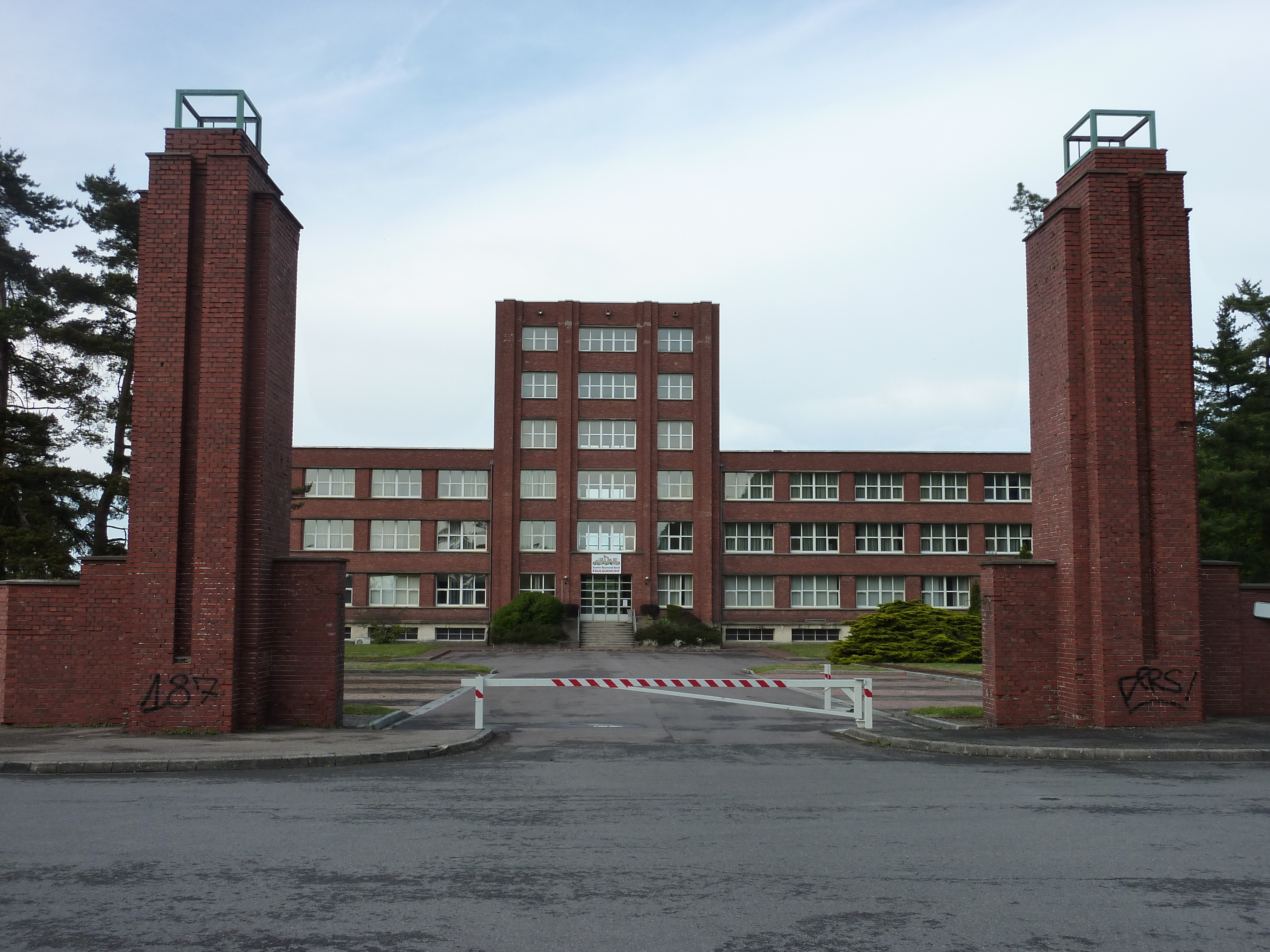
福尔克蒙矿业集团旧址

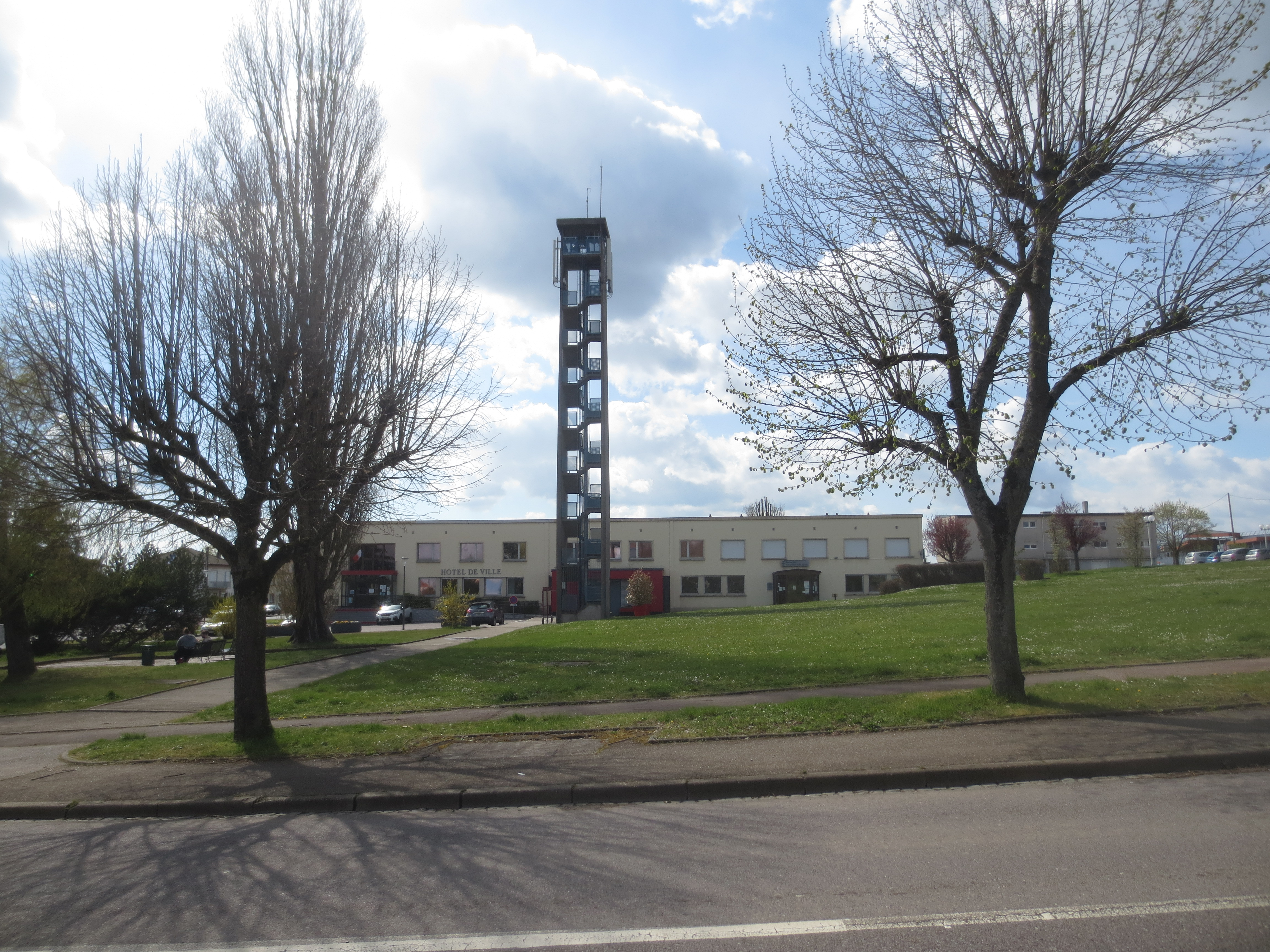
福尔克蒙市政厅前方的绿地

### 教育
福尔克蒙属于南锡-梅斯学区。截止2020年1月1日，福尔克蒙境内共有3所幼儿园、2所小学和2所初级中学。2018至2019学年度，福尔克蒙境内共有在校中等教育阶段学生798名。

### 医疗
截止2020年1月1日，福尔克蒙境内共有全科医生3名、保健师3名、牙医5名和护士10名。境内共有药房2家。
距离福尔克蒙最近的区域性医疗机构为福尔巴克-圣阿沃尔德市际中心医院（Centre Hospitalier Inter Communal des Hôpitaux de Forbach et Saint-Avold），其下属的圣阿沃尔德病区距离福尔克蒙市区的正常车程在20分钟以内，该院设有床位94个，是这一区域规模最大的公立综合性医院。
福尔克蒙前往梅斯大学附属梅尔西医院的正常车程约35分钟。

### 住房
2018年，福尔克蒙境内共有各类住房2,500套，其中59%为独立式居民区，40.6%为集中式居民区。常住房屋占福尔克蒙市镇范围内居民建筑总量的92.9%。
在住房保障政策方面，2020年，福尔克蒙境内共有497户家庭获得了住房经济补助，受益人数占总人口数量的9.5%，其中454份为房租补助。

### 商业
2019年，福尔克蒙境内共有各类实体商铺142家，其中餐厅20家、大型超市4家、杂货店1家、面包房3家、肉铺1家、书店2家、装饰品店1家、银行门店5家、美容美发店13家、汽车维修店9家。福尔克蒙市区建有Super U和Aldi购物超市。

### 体育
2020年，福尔克蒙境内共有1家游泳池、2间体育馆、2座综合体育场、3处网球场、1处马术场、3处足球或橄榄球场以及2处篮球或排球场。
截至2022年1月，福尔克蒙境内共有两家注册足球俱乐部。福尔克蒙-克雷昂日前进体育俱乐部（ESP Créhange Faulquemont，编号503744）是当地的代表性足球队，其主队2021至2022赛季参加大东部大区足球联赛丙组（法国第八级别），其主场阿洛伊斯·布朗夏尔体育中心（Complexe sportif Aloïse Blanchard）位于克雷昂日境内。

### 环境
福尔克蒙的环境事务由其所属的福尔克蒙城市地区市镇公共社区负责。2019年，福尔克蒙境内暂无污染企业。

### 治安
2019年，福尔克蒙市镇范围内有1处宪兵队。
福尔克蒙所在地是布莱摩泽尔宪兵队的管辖范围。2020年，该宪兵队辖区内共99个市镇累计发生各类案件2,016起，其中盗窃类案件950起，经济类案件238起，毒品交易类案件93起。

## 文化

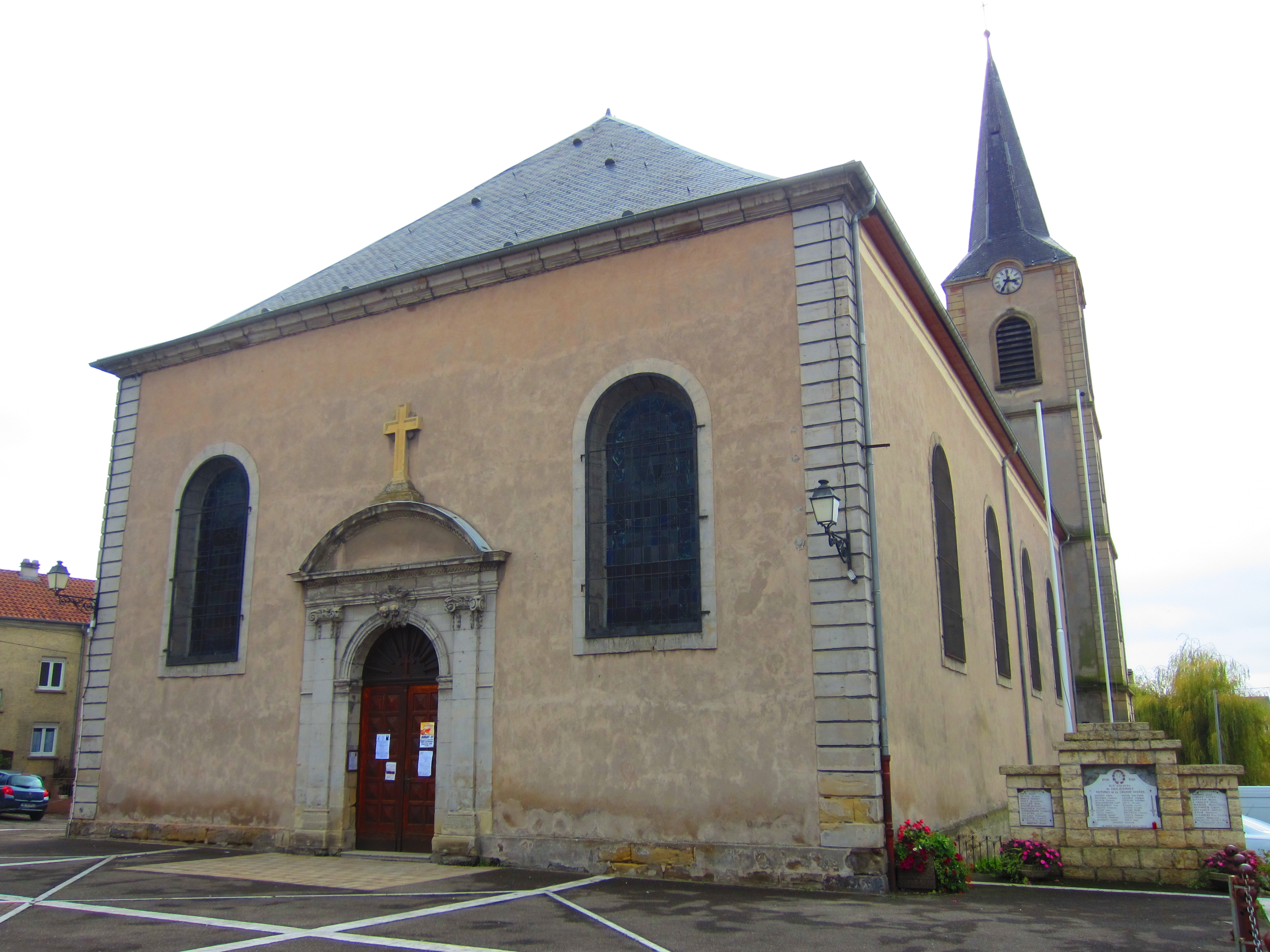
福尔克蒙圣樊尚教堂

2020年，福尔克蒙境内暂无任何文化设施。福尔克蒙市政府提供多媒体中心，每周二、三、五、六向公众开放。

### 建筑
福尔克蒙境内有多处历史建筑，建于1765年的福尔克蒙圣樊尚教堂是当地的地标性建筑物。

### 旅游
福尔克蒙的旅游事务由其所属的福尔克蒙城市地区市镇公共社区负责。2021年，福尔克蒙境内共有1家酒店共计23间房间。

### 媒体
法国主要的媒体均可在福尔克蒙接收，法国电视三台下属的大东部大区频道在部分时段播出福尔克蒙所属区域的地方新闻。

## 友好城市
截至2022年1月，福尔克蒙暂未建立任何友好城市关系。